# Școala regală andaluză de călărie
Școala regală andaluză de călărie (Real Escuela Andaluza del Arte Ecuestre) este o școală de dresaj ecvestru înființată în 1973 în Jerez de la Frontera, Andaluzia, Spania, pentru a promova dresajul spaniol (parte a dresajului clasic) și calul Andaluz. A fost recunoscută de regele Spaniei Juan Carlos I în 1987.